# Raiza Gutiérrez
Raiza Gutiérrez (nacida el 26 de junio de 1983) es una exfutbolista y entrenadora panameña. Actualmente dirige al Chorrillo FC de la Liga de Fútbol Femenino y a la Selección femenina de fútbol sub-17 de Panamá.

## Carrera

### Inicios
Gutiérrez comenzó a jugar al fútbol desde muy joven en las calles de Panamá. Gutiérrez tiene un hermano.

### Como Jugadora
Gutiérrez fue calificado como "un jugador de marca, con carácter fuerte en el campo, inamovible desde el puesto titular, que se dio a conocer internacionalmente con la selección Sub-19". También fue descrita como "una de las líderes del fútbol femenino nacional, ganando títulos de ANAFUFE".

### Como Entrenadora
Gutiérrez ejerció la función como asistente técnica en las selecciones femeninas premundialistas de las categorías sub-17 y sub -20, el 1 de abril de 2014 fue anunciada como nueva entradora de la Selección femenina de fútbol de Panamá, estuvo con la selección hasta el 2017 en donde no pudo clasificarse a la Copa de Oro Femenina de la Concacaf de 2014 ni a los Juegos Panamericanos de 2015, a mediado de 2017 Gutiérrez fue anunciada como nueva entrenadora del Club Deportivo Universitario coronándose campeona  en los torneos Apertura 2018 y Clausura 2019”. 22 de julio de 2019 fue anunciada como nueva entrenadora de la Selección femenina de fútbol sub-17 de Panamá estuvo con la sub-17 hasta el 2021. El 21 de agosto de 2019 fue anunciado como entrenadora interina de la Selección femenina de fútbol de Panamá estuvo hasta el 22 de noviembre de 2019. Desde el 2019 es segunda entrenadora de la Gutiérrez Selección femenina de Panamá, y también entrenadora de la Selección femenina de fútbol sub-20 de Panamá, el 15 de marzo de 2022 fue anunciada como nueva entrenadora de la Selección femenina de fútbol sub-17 de Panamá, solo dirigió a la sub-17 en el Campeonato Femenino Sub-17 de la Concacaf de 2022 llegando hasta los octavos de finales.

## Clubes

### Como  Segunda Entrenadora
| Club          | País   | Año         | S. E. de          |
| ------------- | ------ | ----------- | ----------------- |
| Panamá sub-17 | Panamá | 2011 - 2013 | Luis Tejada       |
| Panamá sub-20 | Panamá | 2011 - 2013 | Luis Tejada       |
| Panamá        | Panamá | 2019 - 2020 | Kenneth Zseremeta |
| Panamá        | Panamá | 2020 - 2024 | Ignacio Quintana  |

### Como Entrenadora
| Club              | País   | Año         |
| ----------------- | ------ | ----------- |
| Panamá            | Panamá | 2014 - 2017 |
| CD Universitario  | Panamá | 2017 - 2019 |
| Panamá sub-17     | Panamá | 2019 - 2021 |
| Panamá (Interina) | Panamá | 2019        |
| Panamá sub-20     | Panamá | 2019 - 2023 |
| Panamá sub-17     | Panamá | 2022        |
| Panamá sub-17     | Panamá | 2024 - Act. |
| Chorrillo FC      | Panamá | 2025 - Act. |

## Palmarés

### Como Entrenadora
| Título | Club             | País   | Año    |
| ------ | ---------------- | ------ | ------ |
| LFF    | CD Universitario | Panamá | 2018-A |
| LFF    | CD Universitario | Panamá | 2019-C |